# 39882 Edgarmitchell
39882 Edgarmitchell este o planetă minoră (asteroid), cu un diametru de 2,49 km, din centura de asteroizi. A fost descoperită pe 1 martie 1998 la Observatorul La Silla de Eric Walter Elst. 
Obiectul prezintă o orbită caracterizată de o semiaxă mare de 2,3657228 UAi, o excentricitate de 0,11, o înclinație de 5,37372 ° în raport cu ecliptica.